# Taxon monospécifique
Un taxon monospécifique est un taxon (de rang supérieur à l'espèce) qui ne comporte qu'une espèce connue (actuelle ou fossile). Ce taxon est donc aussi monotypique. Les éventuels taxons de rang intermédiaire (entre ce taxon et son unique espèce) sont également monospécifiques (donc monotypiques),.
Exemples :
- Acanthocharax, un genre de poissons téléostéens de la famille des Characidae, est monospécifique car on n'en connaît qu'une espèce, A. microlepis ;
- Amborellales, un ordre de plantes angiospermes, est monospécifique car on ne lui connaît qu'une espèce, Amborella trichopoda. La famille des Amborellaceae et le genre Amborella (rangs intermédiaires) sont également monotypiques et monospécifiques.